# Тамблелог
Тамблелог (от. англ. tumblelog), он же Тамбллог или Тлог — это разновидность блогa, с тем отличием, что запись в блоге может быть только определённого формата (цитата, видео, ссылка, песня, разговор и т. д.). Тамблелог — как считают создатели первого бесплатного тлог-сервиса Tumblr — это нечто вроде обычного блогa, но в отличие от него, эта система ведения записей и заметок больше походит не на дневник, а на черновик или записную книжку.

## История
Тамблелог — это формат само-публикации во всемирной паутине.
В октябре 2005 Jason Kottke дал своё определение тамблелогам,  заявив, что это быстрый и грязный поток сознания, немного напоминающий Linklog (англ.) (записи понравившихся ссылок-напоминаний), в котором оставляют ещё много чего, кроме ссылок. Он также провёл параллель с первыми блогами, которые велись вручную, яркими представителями которых и по сей день являются Robot Wisdom и Bifurcated Rivets. Эти старые ручные блоги и тамбллоги похожи минимальным присутствием обратной связи и связи с другими блогами, стилем написания заметок.
Однако современные тамбллоги выглядят иначе, чем их предшественники. К настоящему времени сформировалась определённая стилистика тамбллоггинга, яркими примерами которого могут служить Projectionist, Anarchaia.
«Сумбурность» тамбллога обусловлена делением всех записей по типам, чаще всего таким:
- обычный пост — традиционная для блогинга запись;
- ссылка, а может и несколько как тематических, так и разрозненных ссылок;
- цитата;
- разговор, например, диалог из чата или ICQ;
- изображение: фотография, рисунок или картинка;
- видео, обычно размещаемое на YouTube, Vimeo, Yahoo! Video, TV-Expo или на других сервисах;

Обычно каждому типу соответствует собственное оформление (цвет, размер шрифта и др.), подчас диаметрально противоположное другому типу.
Кроме деления записей по типам, у тамбллогов есть и другие отличительные черты:
- максимальная свобода и простота ведения записей, так как основная цель ведения таких черновиков — оставлять заметки о том, что интересного было сегодня; это как поток мыслей, заметок, ссылок, событий, работ, находок, которые хочется сохранить для себя, а может и для других;
- простота и даже аскетичность интерфейса; зачастую это отсутствие тегов, поиска, каких-либо страниц и даже архива записей.
- зачастую лишены социальности больших блог-хостингов и не подразумевают больших постов
- часто содержание постов оформляется в виде узкой контрастной полосы с шириной контента не более 420 пикселей.

## Публикации
- Вот так в своей статье рассказывает о тлогах газета «Ведомости»: «Словом, тлоги — это такая штучка попроще, без каких-либо обязательств как со стороны авторов записей, так и от читателей».[6]
- Обзорная статья о тлогах на сайте «Хабрахабр»: «Это, если можно так выразиться, блог-черновик».[7]

## Движки для тамблелогов
- Gelato, написанный на языке PHP, использующий СУБД MySQL, применяющий технологию AJAX.[8]
- Ozimodo, написанный на языке Ruby с использованием MVC-фреймворка Ruby on Rails.
- Nanograbbr — первый русский движок для тлогов. Написан на PHP, для хранения данных использует MySQL.[9]
- Chyrp, написанный на PHP с использованием MySQL и jQuery.[10]
- многие используют платформы обычных блогов, например WordPress.

## Тамблелог-сервисы
- tasty — первый российский сервис для тлогов «Ммм… тейсти»
- Tumblr — первый тамблелог-сервис
- Summer-breath — первый украинский сервис для тлогов
- Jot it! — российский сервис, совмещающий функции тамбллогов и микроблогов
- Tumble.kz — казахстанский тамбллог-сервис
- wanderlog.org - пример блога на tumblr